# Sult
Sult es una localidad albanesa del condado de Elbasan. Se encuentra situada en el centro del país y desde 2015 está constituida como una unidad administrativa del municipio de Gramsh. A finales de 2011, el territorio de la actual unidad administrativa tenía 631 habitantes.
La unidad administrativa incluye los pueblos de Mazrek, Dushk, Kukucov, Kuterqar, Sult, Zgjup Koder, Zgjup Fushë, Dufshan y Grekan.
Se ubica al oeste de la capital municipal Gramsh.